# Betta albimarginata
Betta albimarginata — тропічний прісноводний вид риб з родини осфронемових (Osphronemidae), підродина макроподових (Macropodusinae).
Видова назва посилається на білу крайку плавців, латинською albus означає «білий», а margo — «край».
У межах роду Бійцівська рибка, разом із близькою B. channoides, вид утворює групу видів Betta albimarginata, які відрізняються від усіх інших членів роду зразком забарвлення, малим розміром та більшою кількістю твердих променів в анальному плавці. Група B. albimarginata утворює окрему кладу на філогенетичному дереві роду, сестринськими кладами були визначені B. pugnax, B. bellica, B. coccina та B. foerschi. Обговорювались питання про поділ B. albimarginata на 3 окремі види на основі локальних популяцій.

## Опис

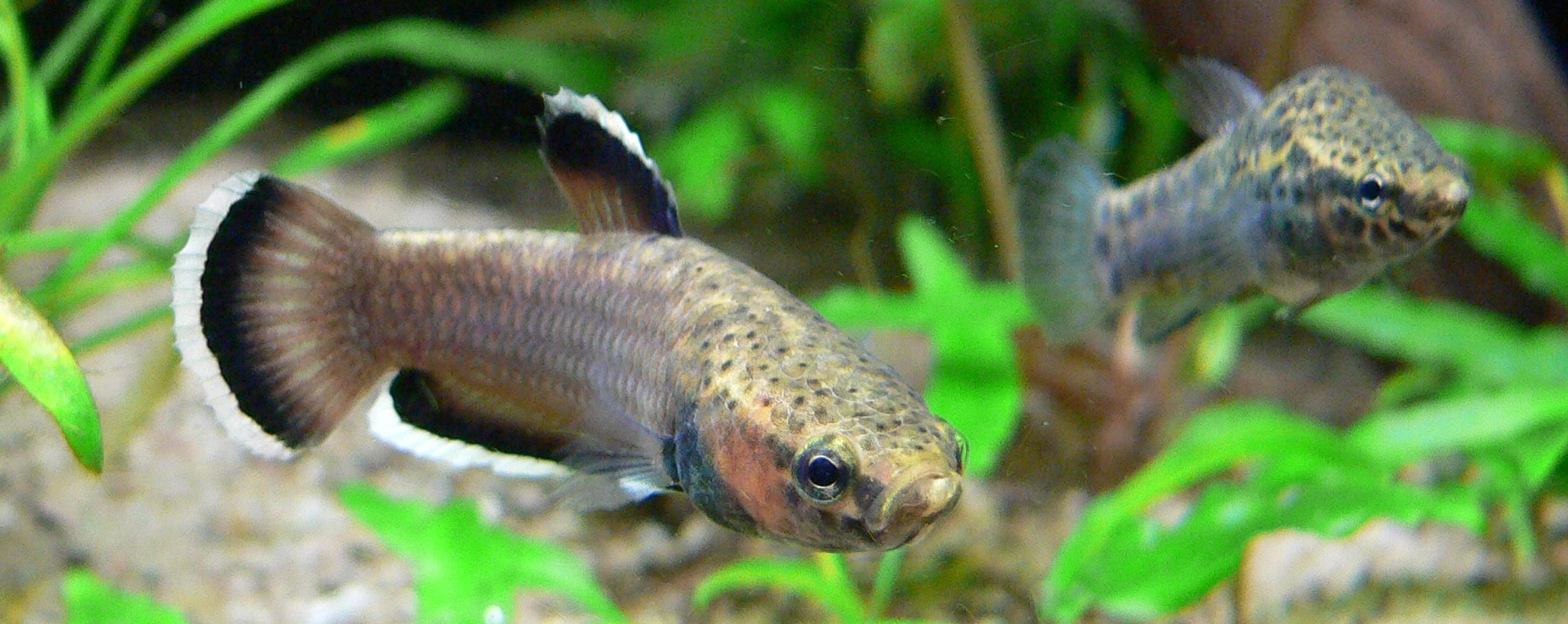
Самець (на передньому плані) і самка Betta albimarginata.

Максимальна стандартна (без хвостового плавця) довжина 27,9 мм.
Риби мають широку плоску голову, широке тіло, черевні плавці широкі й мають серпоподібну форму, початок спинного плавця розташований лише трохи далі початку анального плавця.
У спинному плавці 3-4 твердих і 6-8 м'яких променів, в анальному 9-11 твердих і 12-13 м'яких. 26-27 лусок у бічній лінії, 7,5 поперечних рядів лусок.
Для цього виду характерним є виразний статевий диморфізм. Дорослі самці мають яскравіше забарвлення, ширшу голову та більші плавці.
Самці Betta albimarginata, поряд із B. macrostoma та B. channoides, належить до числа небагатьох видів бійцівських рибок, що інкубують ікру в роті, які мають яскраве забарвлення. Основне забарвлення тіла цегельного кольору, залежно від настрою риб, можуть переважати жовті (в спокійному стані) або червоні (при збудженні) відтінки. Спина та верхня частина голови жовті або білі з чорними цятками. Голова знизу чорнувата, на зябрових кришках помаранчеві плями. Спинний, хвостовий, анальний та черевні плавці мають характерну контрастну чорно-білу облямівку: широка чорна смуга ближче до середини плавця та біла по краю. Грудні плавці безбарвні.
Забарвлення самки — це розмите забарвлення самця. На тілі переважають сірі відтінки з хаотично розкиданими чорними цяточками.

## Поширення
Вид відомий лише з басейну річки Себуку (індонез. Sungai Sebuku) на півночі індонезійської провінції Східний Калімантан. Площа відомих районів існування виду становить близько 20 км², а загальна територія ареалу поширення оцінюється в 22 000 км². Кількісні оцінки тенденції чисельності популяції виду відсутні.
Схожі риби були виявлені в районі Сесаяп (Sesayap), басейн річки Малінау (індонез. Sungai Malinau), та біля Панпанга (Panpang) в нижній частині басейну річки Магакам (індонез. Sungai Mahakam). Вони відомі під торговими назвами Betta cf. albimarginata «Malinau» і Betta cf. albimarginata «Panpang». Видова належність цих популяцій ще не була встановлена, можливо, це окремі види.
Betta albimarginata зустрічається в лісових струмках з помірною течією, тримається на мілководді (5–10 см глибиною) уздовж берегів серед коріння прибережних рослин та шару опалого листя, що лежить на дні. У районі Малінау були засвідчені такі показники води: pH 5,5-6,0, кальцієво-магнієва твердість не більше 3, температура 27 °C.

## Розмноження
Betta albimarginata інкубує ікру в роті. Самка зазвичай ініціює нерест. Риби відкладають ікру біля дна, нерест тривалий, може продовжуватись півдня. Самка збирає ікринки й випльовує їх самцеві. Той виношує потомство від 10 до 15 днів. Час інкубації може змінюватися залежно від температури води. Мальки, що виходять з рота самця, чорні, 0,5 см завдовжки.

## Утримання в акваріумі
Вид час від часу зустрічається в торгівлі акваріумними рибами, на нього існує постійний попит.
Незважаючи на те, що це невелика риба, для утримання пари або невеликої групи Betta albimarginata потрібен акваріум на 40-80 літрів. Параметри води не критичні, риба дуже толерантна до хімії води, проте краще, коли вода буде м'якою та кислою (рН 5,5). Важливо підтримувати акваріум в чистоті. Рекомендується слабка фільтрація та щотижнева заміна 5-8 л води на свіжу. З рослинності використовують водяну папороть, яванський мох, криптокорини. На дно кладуть корчі та горщики для квітів, вони будуть маркерами території самців, а також нададуть рибам додаткові схованки. Зверху акваріум накривають склом.
Корм переважно живий: дафнії, артемії, личинки комарів, оцтові нематоди, трубковик, фруктові мухи, додатково дають заморожені креветки та мотиль. Не слід годувати цих риб сухим кормом.
Якщо в акваріумі тримають декількох самців, серед них виявляється домінантний, лише він спаровується з самками. Зазвичай за нерест отримують від 3 до 40 мальків.
Зі зростанням молоді більших самців відсаджують до іншого акваріума або індивідуальної банки. Вони гальмують розвиток менших самців, і ті не виявляють своїх кольорів.